# The Virgins '07
The Virgins '07 es el primer EP de la banda de la ciudad de Nueva York, The Virgins. El EP completo fue usado como banda sonora para un episodio del drama adolescente Gossip Girl. 

## Lista de sencillos
1. "Rich Girls" - 3:44
2. "Love is Colder Than Death" - 3:24
3. "Fernando Pando" - 4:13
4. "Radio Christiane (Demo)" - 2:42
5. "One Week of Danger (Demo)" - 3:39

- Datos: Q7772835